# Тёрнер, Катберт
Ка́тберт Га́мильтон Тёрнер (англ. Cuthbert Hamilton Turner; 1860—1930) — англиканский богослов, историк раннего христианства и исследователь Нового Завета. 
Учился в Винчестерском колледже. В 1879 году Тёрнер приехал в Оксфорд и поступил в Новый колледж Оксфордского университета, в Оксфорде он оставался до самой смерти, занимая различные посты, как научный сотрудник и преподаватель. С 1889 года Тёрнер — член Британской академии. В 1889-1930 годы Тёрнер — сотрудник Магдален-колледжа. В 1920-1930 годы Тёрнер — профессор экзегетики Священного Писания декана Айрленда. Объектами его исследований были вопросы хронологии и текстологии, связанные со отцами и каноническим правом. Ему не удалось завершить несколько крупных проектов. Его основное сочинение лат. «Ecclesiae Occidentalis Monumenta Iuris Antiquissima», известное как EOMIA, это обширная коллекцию документов, касающихся раннего западноевропейского канонического права, было издано в отдельных книгах с 1899 по 1939 год. Его статьи, связанные с хронологией Нового Завета, опубликованы в «Hastings' Dictionary of the Bible», в этом же издании напечатана его статья «Greek Patristic Commentaries» («Греческие святоотеческие толкования»). Тёрнер был первым редактором издания «Journal of Theological Studies» (1899-1902), для которого он писал статьи на протяжении всей своей жизни. Тёрнер был сотрудником в «Patristic Greek Lexicon» («Патристический Греческий Словарь»), издание которого было инициаровано Генри Баркли Свитом.